# Río Churubusco
El río Churubusco es una corriente de agua que se encuentra en la Ciudad de México. Fue entubado como parte de las obras de modernización de la Ciudad de México emprendidas desde el inicio de la década de 1960 durante la administración de Ernesto P. Uruchurtu. A los costados del cajón por el que todavía corre el río se construyó la parte sur y oriente del Circuito Interior, que es una de las principales arterias viales de la zona metropolitana del valle de México.

## Toponimia
Este cauce toma su nombre de Churubusco, una localidad histórica que se encuentra a la orilla de su cauce y ha sido absorbida por la Ciudad de México. 

## Geografía
El río Churubusco es un cauce artificial que se formó después de la desecación del valle de México, siguiendo aproximadamente la antigua ribera sudoccidental del lago de Texcoco. Se encuentra dentro de la subcuenca de Texcoco-Zumpango, de la cuenca hidrológica del río Pánuco. El Churubusco recibe las aguas de los ríos que bajan de la sierra de las Cruces y desembocaban en ese cuerpo de agua, entre ellos el río Magdalena y el río Mixcoac. A través del Churubusco, la cuenca desembocaba hacia los remanentes del lago, que se encuentran al oriente de la zona urbana.

## Historia
Este río ha sido parte de la historia de México, ya que en 1847, cuando llegaron las tropas estadounidenses, se libró una de las batallas a orillas del río, donde estaba la comunidad y hoy colonia de San Diego. Dicho suceso es conocido como la batalla de Churubusco y formó parte de la guerra de Intervención estadounidense. Este río desaguaba en lo que hoy conocemos como San Francisco Culhuacán.
Carlos Contreras fue el primero en proponer el entubamiento del río y que posteriormente fuera una vialidad. Siendo una vialidad se comienza la urbanización, se construyen los Estudios Churubusco, la alberca olímpica, Palacio de los Deportes, Autódromo Hermanos Rodríguez, todos ellos a orillas del entubado río Churubusco, siendo parte de nuestra historia.

## Vialidad
La vialidad Río Churubusco forma parte del Circuito Interior de la capital mexicana. Inicia en el cruce de las avenidas Universidad y Río Mixcoac —uno de los afluentes del Churubusco, también entubado—, se dirige hacia el oriente en línea recta y cambia su dirección hacia el norte a la altura de la colonia Prado Churubusco, de la delegación Coyoacán. En Pueblo Aculco se bifurca en dos vialidades. Una de ellas forma parte del Circuito Interior y termina en el viaducto Miguel Alemán. La otra, orientada hacia el noreste, es conocida como Canal del Río Churubusco y concluye en la calzada Ignacio Zaragoza, aunque el trazo del canal continúa rodeando Pantitlán hasta llegar al Anillo Periférico. En ese punto, el canal queda a cielo abierto y desemboca en el lago Churubusco, dentro de la zona federal del lago de Texcoco.